# Ivy Lentić-Kugli
Ivy (Marija) Lentić-Kugli (Zagreb, 4. lipnja 1922. – Zagreb, 13. svibnja 1993.), hrvatska povjesničarka umjetnosti
Supruga hrvatskog povjesničara umjetnosti Ive Lentića.
Diplomirala na Filozofskome fakultetu u Zagrebu. Doktorirala na istom fakultetu disertacijom na temu povijesne urbanističke cjeline grada Varaždina. U Strossmayerovoj galeriji radila kao kustosica. Radila kao konzervatorica u Varaždinu i Zagrebu. Prvo je radila u Regionalnome a potom u Republičkome zavodu za zaštitu spomenika kulture. Osim proučavanja povijesnih urbanih cjelina, bavila se poviješću slikarstva. Proučavala arhitekturu baroka i klasicizma. Najviše je proučavala arhitekture u Varaždinu, Požegi i Osijeku.
Napisal je Zgrade varaždinske povijesne jezgre, Varaždinski graditelji i zidari od 1700. do 1850. godine, Jakob Erber - varaždinski zidarski majstor 18. stoljeća i dr.

## Vanjske poveznice
- Institut za povijest umjetnosti Bibliografija radova dr. Ivy Lentić-Kugli (izradila Božena Šurina)